# کاکایی سابین

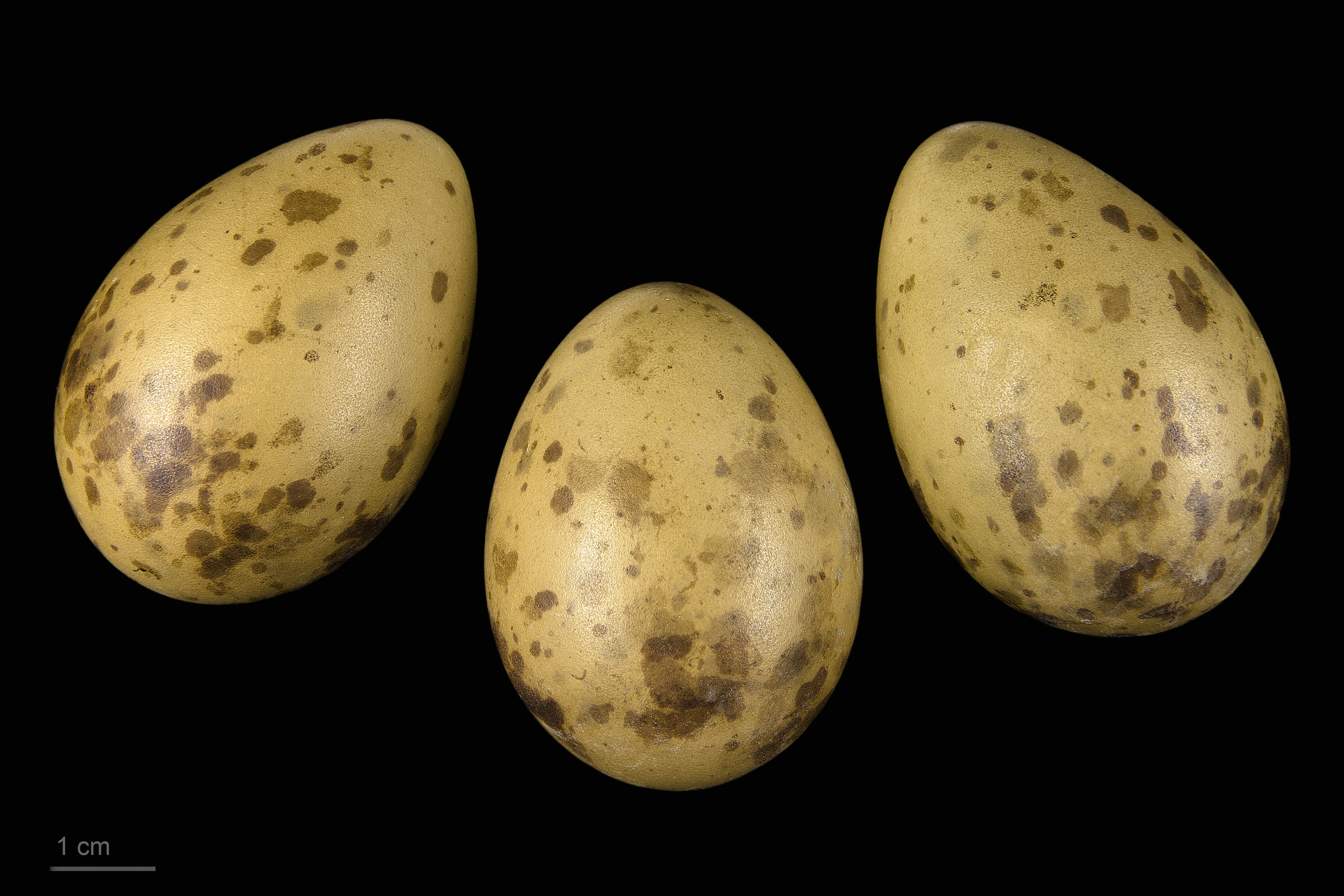
Xema sabini

کاکایی سابین (نام علمی: Xema sabini) نام یک گونه از تیره مرغ نوروزی است.